# Earle McCurdy
 (novembre 2017).
Si vous disposez d'ouvrages ou d'articles de référence ou si vous connaissez des sites web de qualité traitant du thème abordé ici, merci de compléter l'article en donnant les références utiles à sa vérifiabilité et en les liant à la section « Notes et références ».
Earle McCurdy (né en 1950) est un ancien chef du Nouveau Parti démocratique de Terre-Neuve-et-Labrador et un ancien dirigeant syndical à Terre-Neuve-et-Labrador. Il a été président du Syndicat des travailleurs du poisson, de l'alimentation et des branches connexes de 1993 à 2014, succédant au président fondateur Richard Cashin (en). Auparavant, McCurdy était le secrétaire-trésorier du syndicat pendant 13 ans, de 1980 à 1993.

## Contexte
McCurdy est né à Halifax, en Nouvelle-Écosse, en 1950, et a grandi à Saint-Jean de Terre-Neuve, à Terre-Neuve-et-Labrador, où il a fréquenté le Prince of Wales Collegiate. Il est diplômé de l'Université Memorial de Terre-Neuve, où il a obtenu son baccalauréat ès arts en 1972 et a travaillé comme journaliste au St. John's Evening Telegram dans les années 1970, couvrant le travail forcé avant de devenir membre du syndicat des pêcheurs.
Son temps le plus remarquable en tant que président du syndicat a été pendant le conflit de pêche du Canada avec l'Union européenne en 1995, connu sous le nom de guerre du flétan.

## Leader du NPD
Il a été élu chef du Nouveau Parti démocratique de Terre-Neuve-et-Labrador à la convention de leadership du parti tenue le 7 mars 2015, battant deux autres candidats avec un soutien de 68% au premier tour de scrutin. Lors de l'élection de 2015, McCurdy a échoué à remporter un siège à la Chambre d'assemblée et a été battu par Siobhán Coady (en) par près de 1 000 votes. En 2017, McCurdy a annoncé qu'il démissionnerait de son poste de chef du NPD. Sa démission survient après que Steve Kent a annoncé qu'il démissionnerait de son siège de Mount Pearl North, où McCurdy résidait, mais qu'il était peu probable qu'il puisse être remporté par le NPD.